# Propaganda durant les Guerres de Iugoslàvia
Durant les Guerres de Iugoslàvia (1991-2001), la propaganda va ser àmpliament utilitzada als mitjans de comunicació de la República Federal de Iugoslàvia, a Croàcia i, fins a cert punt, als mitjans de comunicació bosnis.
Al llarg dels conflictes, totes les parts van utilitzar la propaganda com a eina. Els mitjans de comunicació de l'antiga Iugoslàvia es dividien en grups ètnics i hi havia poques veus independents que contrarestaren la retòrica nacionalista.
La propaganda va ser utilitzada de manera destacada per Slobodan Milošević i el seu règim a Sèrbia. Milošević va començar els seus esforços per controlar els mitjans de comunicació a finals dels anys vuitanta i el 1991 havia consolidat amb èxit els mitjans de Sèrbia. Els mitjans de comunicació serbis es van convertir en gran part en el portaveu del seu règim. Part de l'acusació del ICTY contra Milošević el va acusar d'utilitzar els mitjans de comunicació amb finalitats propagandístiques.
A Croàcia, els mitjans de comunicació que incloïen la principal emissora pública estatal de ràdio i televisió croata, van passar en gran manera al control de Franjo Tudjman i el seu partit Unió Democràtica Croata (HDZ). Els mitjans de comunicació croats es van dedicar a la propaganda durant la guerra d’independència croata i la guerra de Bòsnia.
Alguns analistes també han afirmat que els mitjans de comunicació occidentals van fer servir tàctiques de propaganda en la cobertura de les guerres, especialment en la seva interpretació del bàndol serbi en els conflictes.

## Antecedents
Durant la dissolució de Iugoslàvia, els mitjans de comunicació van tenir un paper crític a l’hora d’influir sobre l’opinió pública sobre el conflicte. Els mitjans controlats pels règims estatals van ajudar a fomentar un entorn que va fer possible la guerra atacant els principis cívics, alimentant la por a la violència ètnica i enginyeria del consentiment. Tot i que totes les parts de les guerres iugoslaves van utilitzar propaganda, el règim de Slobodan Milošević va tenir un paper principal en la seva dessiminació. A partir del 1987, Milošević va utilitzar la televisió estatal per retratar la República Socialista Federal de Iugoslàvia com a "antisèrbia", cosa que va provocar propaganda rival de les repúbliques de Croàcia i Bòsnia i Hercegovina. La majoria dels mitjans de comunicació eren còmplices d’aquestes tàctiques, sucumbint als seus respectius partits ètnics i polítics i actuaven com a eina de propaganda nacionalista. L'excepció va ser un grapat de mitjans independents.
Molt abans que esclatés el conflicte a Croàcia, tant els mitjans serbis com els croats havien preparat la seva audiència per a la violència i el conflicte armat emetent històries de les atrocitats de la Segona Guerra Mundial perpetrades per l'altra banda al front Iugoslau. Així, als mitjans de comunicació croats, els serbis representaven als Txètniks (o ocasionalment partisans), mentre que als mitjans serbis i els croats eren representats com a Ustaše. Un cop començat el conflicte aquestes eren les etiquetes que s’utilitzaven habitualment en els informes de guerra dels dos bàndols, que inculcaven odi i por entre la població. Les campanyes de propaganda sèrbia i croata també es van reforçar mútuament. La retòrica nacionalista formulada pel president croat Franjo Tudjman i altres personatges públics croats abans i després de les eleccions parlamentàries croates del 1990 va ajudar Milošević. De la mateixa manera, les polítiques de Milošević a Croàcia van provocar un sentiment nacionalista entre els croats, que Tudjman va utilitzar en el seu favor. A partir del 1990, el camí cap a la guerra va ser percorregut per nacionalistes serbis i croats per igual, i més tard per musulmans bosnians.